# Johannes Hefentreger
Johannes Hefentreger, aussi appelé Trygophorus (né vers 1497 à Fritzlar, mort le 3 juin 1542 à Bad Wildungen) est un théologien luthérien allemand de la Renaissance.

## Biographie
Johannes Hefentreger est originaire d'une famille pieuse. Il a commencé ses études en 1516 à Erfurt. En 1521 il fut consacré prêtre et obtint la charge de confesseur dans un cloître de sa ville natale. La lecture des textes de Luther l'a conduit à mieux connaître l'Évangile. Le mariage a consolidé sa conviction. Après un temps assez long il a poursuivi ses activités à Waldeck.
Le comte Philippe IV de Waldeck le fit venir alors à Bad Wildungen d'où il a pu organiser la Réforme de toute la région de Waldeck. C'est là qu'il a été particulièrement efficace. Pour consolider la Réforme il a rédigé les thèses de Bad Wildungen, destinées à remplacer les principes de l'église, il a écrit un manuel de catéchisme et un nouveau missel. Après sa disparition précoce c'est son fils qui a raconté sa vie. La Réforme à Waldeck était bien ancrée et n'a pas été modifiée. 